# Diecezja gandawska

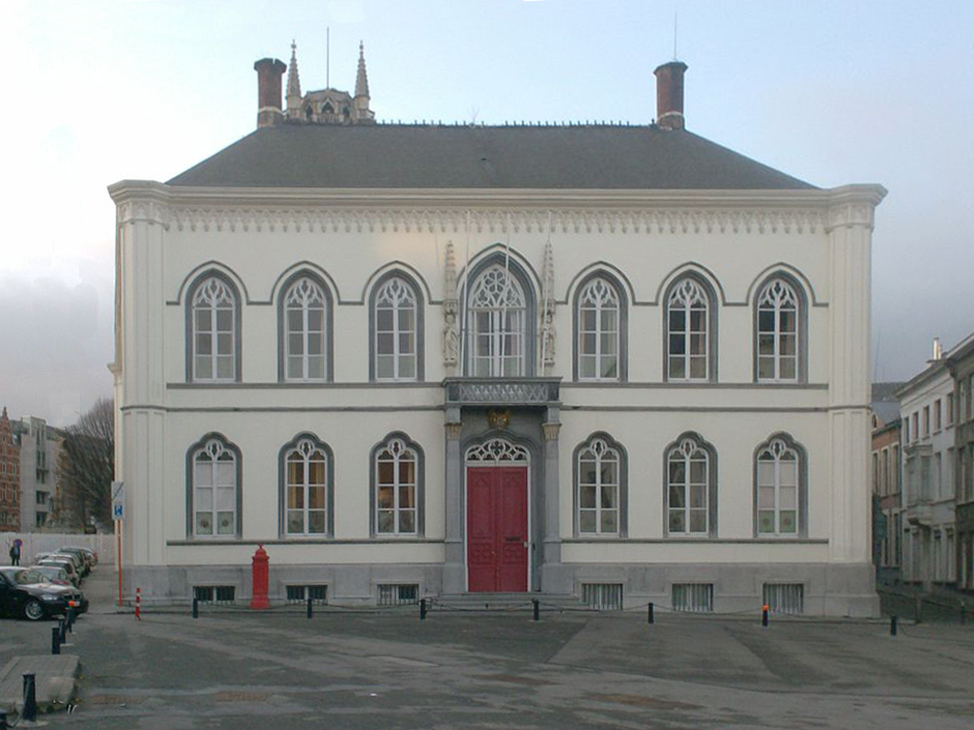
Pałac biskupi w Gandawie

Diecezja gandawska (łac. Dioecesis Gandavensis, niderl. Bisdom Gent) – katolicka diecezja belgijska położona w północno-zachodniej części kraju, obejmująca swoim zasięgiem prowincję Flandrię Wschodnią. Siedziba biskupa znajduje się w katedrze Świętego Bawona w Gandawie.

## Historia
Diecezja gandawska została założona z inicjatywy króla hiszpańskiego i władcy Niderlandów Filipa II Habsburga 12 maja 1559 r. z części terytoriów należących wcześniej do diecezji: Tournai i Cambrai oraz archidiecezji utrechckiej przez papieża Pawła IV. Została ona podporządkowana metropolii mecheleńskiej.
29 listopada 1801 r. papież Pius VII bullą Qui Christi Domini vices poszerzył obszar biskupstwa przyłączając do niego terytoria należące poprzednio do skasowanych diecezji brugijskiej i diecezji Ypres.
27 maja 1834 r. po zawarciu konkordatu między rządem Królestwa Belgii a Stolicą Apostolską ustalono obowiązujące do dzisiaj granice diecezji wyłączając z niej biskupstwo brugijskie.

## Biskupi
- biskup senior – bp Lode Van Hecke
- biskup senior – bp Arthur Luysterman
- biskup senior – bp Lucas Van Looy, SDB

## Podział administracyjny
W skład diecezji gandawskiej wchodzi obecnie 427 parafii, zgrupowanych w 34 dekanatach.
| - Aalst - Beveren - Deinze - Dendermonde - Eeklo - Evergem | - Gent-Stad - Gent-Rand - Geraardsbergen - Haaltert - Hamme - Herzele | - Kruishoutem - Lebbeke - Lede - Ledeberg - Lochristi - Lokeren | - Maldegem - Nazareth - Nederbrakel - Ninove - Oosterzele - Oudenaarde | - Ronse - Sint-Amandsberg - Sint-Gillis-Waas - Sint-Maria-Horebeke - Sint-Niklaas - Temse | - Wetteren - Zele - Zomergem - Zottegem |

## Główne świątynie
- Katedra św. Bawona w Gandawie
- Bazylika NMP z Lourdes w Oostakker
- Bazylika Świętych Piotra i Pawła w Dendermonde

## Patron
Patronem diecezji gandawskiej jest św. Bawo (589-654), pustelnik żyjący na terenie współczesnej Belgii.